# 済州牧
済州牧（チェジュぼく、제주목）は、高麗と朝鮮時代に現在の韓国済州特別自治道済州市に存在していた牧で、当時全羅道に属した。済州牧使が治め、済州牧使の官衙として済州牧官衙がある。